# مرصد نساء سورية
مرصد نساء سورية هو مرصد حر يهتم بقضايا المجتمع في سورية. تم تفعيل موقعه الإلكتروني في 5/1/2005، بمبادرة من قبل الصحفي «بسام القاضي»، المشرف العام على المرصد. يهتم المرصد بمحاور: المرأة، الطفولة، الشباب، المعوقين. ويبني عمله على أساس المواطنة وحقوق الإنسان، ويهدف إلى مناهضة العنف بكافة أشكاله، وخاصة العنف ضد المرأة.

## الحملات
أطلق المرصد حملة في 6/2005 لنقاش وتعديل قانون الجمعيات في سورية. كما أطلق في 8/2005 حملته الوطنية لمناهضة «جرائم الشرف» تحت عنوان: «لا لقتل النساء.. لا لجرائم الشرف». وهو ما يزال مستمرا بها منذ ذلك الوقت، ويقود كل العمل الجاري في هذا المجال في سورية. يشارك المرصد في الحملة العالمية لمناهضة العنف ضد المرأة (قل لا للعنف ضد المرأة)، كما يشارك في الحملة الوطنية في سورية من أجل إقرار حق المرأة السورية بمنح جنسيتها لأطفالها بغض النظر عن جنسية الزوج. يعمل المرصد تطوعيا تماما بدون أي تمويل أو دعم مالي. كما أنه مرصد مستقل عن أي جهة أو حزب أو منظمة أو دولة. شكل المرصد منذ انطلاقه علامة فارقة في قضايا المرأة في منطقة الشرق الأوسط، وخاصة في سورية. إذ يعد أول موقع إلكتروني يتمكن من الربط بين العالم الافتراضي والواقع بطريقة فعالة مستمرة.
كما يعد الآن أكبر مصدر معلومات حول قضايا المرأة باللغة العربية.

## الموقع الإلكتروني
يضم المرصد صفحات مختصرة بكل من اللغات: الإنكليزية، ، . يضم الموقع آلاف المقالات والدراسات المختصة (باللغة العربية). كما يضم عددا كبيرا من التقارير المتعلقة والقوانين والاتفاقيات ذات الصلة.

## وصلات خارجية
- المرصد الإلكتروني